# مایکل شوتل
مایکل شوتل (انگلیسی: Michael Schoettle؛ زادهٔ ۷ سپتامبر ۱۹۳۶) قایقران قایق بادبانی اهل ایالات متحده آمریکا است.
وی در مسابقات کشوری و بین‌المللی در مجموع برندهٔ ۱ مدال طلا شده‌است.